# Varga Gábor (színművész)
Varga Gábor (Budapest, 1981. március 7. –) magyar színész, szinkronszínész.

## Életpályája
1991-1995-ig a Magyar Rádió Gyermekstúdiójának tagja. 1999-ban A Pesti Barnabás Élelmiszeripari Szakközépiskola dráma tagozatán érettségizett. Már középiskola évei alatt, 1995-1999 között a Pinceszínház előadásaiban játszott. Színi tanulmányait 1999-től a Nemzeti Színiakadémián folytatta, ahol 2001-ben végzett Huszár László - Sipos Imre osztályában. 2001-2007 között, hat éven át volt a Soproni Petőfi Színház társulatának tagja. 2007 őszétől pedig  szabadfoglalkozású színművész.
Fellépett a Thália Színház, a Gózon Gyula Kamaraszínház, az Egervári Várszínház, a Karinthy Színház és a Pesti Magyar Színház előadásaiban. Színházi pályafutása során, többek közt olyan rendezők produkcióiban játszott, mint Iglódi István, Tordy Géza, Szilágyi Tibor, Csiszár Imre, Ács János, Forgách András, Korcsmáros György, Almási-Tóth András, Meczner János, Málnay Levente, Molnár György, Merő Béla, Karinthy Márton és Guelmino Sándor.
A színházi feladatai mellett, az egyik legtöbbet foglalkoztatott szinkronszínész egyike. Több kiváló művész az ő hangján szólal meg. Többek közt Paul Wesley Stefan Salvatore-ja, Pedro Pascal Din Djarin-ja és Joel Miller-e, Theo James Négyese, Charlie Hunnam Jax Teller-e, valamint Antony Starr , Jon Bernthal, Michael Ealy, James Franco.  Olyan nagysikerű sorozatokban hallható, mint a Vámpírnaplók, a The Mandalorian, a The Last Of Us, a The Lincoln Lawyer,  Az időutazó felesége, a Reacher, a Magnum remake szériája, a Burn Notice, a Banshee, a Bostoni halottkémek, a Velvet Divatház, A szerelem rabjai, az Édes, drága titkaink. Számos egész estés és rajzfilmsorozat animált karakterének kölcsönzi a hangját. Ilyen a The Cleveland Show, duci kisfiúja Cleveland Brown Jr.,  Kandisznó a Firka Villából, a Kívánságsárkány Lung-csu-ja, de ő szólaltatja meg Benjámint a Nyúl Péter mindkét részében, Grimbuszt, a Mogyoró-meló 1-2-ben, valamint Buzz Lightyear-t, a Lightyear című 2022-es Disney-Pixar filmben.

## Díjak, kitüntetések
2005 Walter Dezső Sopron Megyei Jogú Város polgármesterének különdíja
2006 Pro Kultúra Sopron Aranygyűrű
2009 Az év magyar szinkronhangja (a Magyarszinkron.hu honlap látogatóinak szavazata alapján)
2018 Selmeczi Roland Tálentum díj
2020 Szinkronikum Közönségdíj (Legjobb férfi színész kategória)

## Színházi és filmszerepek

### Színház
- Thuróczy Katalin: Carletto....Truffaldino
- Kemény Gábor-Galambos Attila–Thuróczy Katalin: Casting....Frenki
- Csehov: Három nővér....Szaljenyij
- Tennessee Williams: Az ifjúság édes madara....Tom fiú
- Gyurkovics Tibor: Nagyvizit....István
- Romain Rolland: Szerelem és halál játéka....Claude Vallée, halálra ítélt girondista képviselő
- William Somerset Maugham: Szerelmi körutazás....Edward (Teddie) Luton
- Reginald Rose: Tizenkét dühös ember....7. esküdt

### Filmek
- Tűzvonalban (I. évad: 13, 14, 16 és 17 epizód) (2007) (tv-sorozat) - Milán
- Vad Dráva – A kétarcú folyó (2022) - narrátor[1]

## Sorozatbeli szinkronszerepek
| Cím                                                  | Szerep                           | Színész                       |
| ---------------------------------------------------- | -------------------------------- | ----------------------------- |
| Címlapsztori (Ugly Betty)                            | Daniel Meade                     | Eric Mabius                   |
| Amerikai Horror Story                                | Ben, Johnny, Bruce               | Dylan McDermott               |
| Doktor House                                         | Dr. James Wilson                 | Robert Sean Leonard (3. hang) |
| Gyilkos számok                                       | Colby Granger                    | Dylan Bruno                   |
| A korona hercege                                     | Csongdzso koreai király          | Lee Seo Jin                   |
| "L"                                                  | Tim Haspel                       | Eric Mabius                   |
| Banshee                                              | Lucas Hood                       | Antony Starr                  |
| Parti nyomozók                                       | Mick Barrett                     | Rick Springfield              |
| Szívek szállodája                                    | Zack Van Gerbig                  | Todd Lowe                     |
| Vámpírnaplók                                         | Stefan Salvatore                 | Paul Wesley                   |
| Firefly                                              | Capt. Malcolm 'Mal' Reynolds     | Nathan Fillion (2. hang)      |
| 24                                                   | Adam Kaufman                     | Zachary Quinto                |
| Fekete tükör                                         | Liam                             | Toby Kebbell                  |
| McLeod lányai                                        | Marcus Turner                    | Matt Passmore                 |
| Bostoni halottkémek                                  | Dr. Peter Winslow                | Ivan Sergei (TV2)             |
| Smallville                                           | Jonathan Kent                    | John Schneider (3. hang)      |
| Száguldó vipera                                      | Sherman Catlet                   | J. Downing                    |
| A hatodik kapocs                                     | Carlos                           | Jay Hernandez                 |
| Ed                                                   | Dr. Michael "Mike" Burton        | Josh Randall (2. hang)        |
| Vámpír akták                                         | Henry Fitzroy                    | Kyle Schmid                   |
| Kutyaszorítóban                                      | Leroy                            | Ryan Sands                    |
| Kötelező ítélet                                      | Jim Steele                       | Anson Mount                   |
| A szerelem rabjai                                    | Ernesto 'Tango' Salinas          | Pepe Monje                    |
| Édes, drága titkaink                                 | Freddy Mason                     | Daniel Cosgrove               |
| Sentinel – Az őrszem                                 | James Ellison, nyomozó           | Richard Burgi (2. hang)       |
| Célkeresztben                                        | Raphael Ramirez                  | Cristián de la Fuente         |
| Az áruló                                             | Daniel Von Sirak                 | Ismael La Rosa                |
| 90210                                                | Ryan Matthews                    | Ryan Eggold                   |
| Hazudj, ha tudsz!                                    | Eli Loker                        | Brendan Hines                 |
| Minden lében négy kanál                              | Michael Westen                   | Jeffrey Donovan               |
| Chuck                                                | Devon 'Captain Awesome' Woodcomb | Ryan McPartli                 |
| Alice új élete                                       | Mathieu Lerois                   | Alexandre Thibault            |
| A hős alakulat                                       | PFC Lew 'Chuckler' Juergens      | Josh Helman                   |
| Értelem és érzelem                                   | Willoughby                       | Dominic Cooper                |
| Benne vagyok a bandában                              | Derek Jupiter                    | John Steve Valantine          |
| A hátrahagyottak                                     | Kevin Garvey                     | Justin Theroux                |
| Quantum Leap – Az időutazó                           | Al Calavicci                     | Dean Stockwell (3. hang)      |
| Lazy Town                                            | Sportacus                        | Magnus Scheving               |
| Az élet csajos oldala                                | Oleg                             | Johnathan Kite                |
| Ki vagy, doki? (A szökevény menyasszony)             | Lance Bennett                    | (Don Gilet)                   |
| Ki vagy, doki? (A varázslóinas/A boszorkány segédje) | Sarff kolónia                    | Jami Reid-Quarrell            |
| The Walking Dead                                     | Shane Walsh                      | Jon Bernthal                  |
| Revolution                                           | Miles Matheson                   | Billy Burke                   |
| Soy Luna                                             | Miguel Valente                   | David Murí                    |
| Poldark                                              | Ross Poldark                     | Aidan Turner                  |
| Magnum                                               | Thomas Magnum                    | Jay Hernandez                 |
| Szulejmán                                            | Nico                             | Okan Yalabık                  |
| Rex felügyelő                                        | Lorenzo Fabbri                   | Kaspar Capparoni              |
| Halálos fegyver                                      | Martin Riggs                     | Clayne Crawford               |
| NCIS: New Orleans                                    | Christopher Lasalle              | Lucas Black                   |
| Koronás sas                                          | III. Kázmér lengyel király       | Mateusz Król                  |
| A Térség (The Expanse)                               | James Holden                     | Steven Strait                 |
| A Mandalóri                                          | Din Djarin / A Mandalóri         | Pedro Pascal                  |
| Boba Fett könyve                                     | Din Djarin / A Mandalóri         | Pedro Pascal                  |
| A kígyók úrnője                                      | Maran                            | Burak Deniz                   |

## Anime/Rajzfilmszinkronok
| Cím | Karakterszerep                                                    |
| --- | ----------------------------------------------------------------- |
| Asterix és a vikingek (mozifilm)                                                                                   | Bögyörix                                                          |
| Black Jack (mozifilm)                                                                                              | Black Jack (Kuro Hazama)                                          |
| Bleach | Grimmjow Jaegerjaquez                                             |
| Blood+ | Haji                                                              |
| Chrno Crusade | Duke Duffau                                                       |
| A Cleveland-show                                                                                                   | Cleveland Brown Junior                                            |
| Csoda Kitty | Frown Mester                                                      |
| Digimonszelídítők                                                                                                  | Renamon (1.hang)                                                  |
| Én kicsi pónim: Varázslatos barátság                                                                               | Prince Blueblood                                                  |
| Firka Villa | Kandisznó                                                         |
| Full Metal Panic!                                                                                                  | Kurz Weber                                                        |
| Full Metal Panic? Fumoffu                                                                                          | Kurz Weber                                                        |
| InuYasha 4. - A vörösen lángoló Haurai sziget (mozifilm)                                                           | Sesshoumaru                                                       |
| Lego Nexo Knights                                                                                                  | Lance Richmond                                                    |
| Méz és lóhere | Yamazaki Kazushi                                                  |
| Monsuno | Johnny Ace                                                        |
| Ninja Scroll (mozifilm)                                                                                            | Hanza                                                             |
| Penge | Stan (8. epizód)                                                  |
| Slayers: Try | Sirius                                                            |
| Star Wars: Lázadók                                                                                                 | Bail Prestor Organa Szenátor                                      |
| Totál Dráma Sziget Totál Dráma Akció Totál Dráma Világturné Totál Dráma – A sziget fellázad Totál Dráma: All-Stars | Duncan                                                            |
| Transformers: Prime                                                                                                | Rachet (1. hang)                                                  |
| Vadmacska kommandó                                                                                                 | Sardon                                                            |
| Medvetesók | Grizz                                                             |
| Csoda Kitty | Frown Mester                                                      |
| Chima Legendái | Cragger                                                           |
| The Batman | Batman (2.szinkron)                                               |
| Batman és Harley Quinn Batman: A gyilkos tréfa Batman: Az elfajzott Batman Kétarc ellen                            | Batman                                                            |
| Star Wars: A klónok háborúja                                                                                       | Bail Organa (1. hang) Cut Lawquane Crasher őrmester Tup (1. hang) |
| Tini titánok, harcra fel!                                                                                          | Vér Tesó Dr. Fény (3. hang) Trigon (1. hang)                      |

## Filmszinkron szerepek
| Cím                                          | Szerep                | Színész             |
| -------------------------------------------- | --------------------- | ------------------- |
| A beavatott                                  | Négyes (Tobias Eaton) | Theo James          |
| A lázadó                                     | Négyes (Tobias Eaton) | Theo James          |
| Machete gyilkol                              | El Camaleón           | Antonio Banderas    |
| Justin, a lovag hőse                         | Sir Clorex            | Antonio Banderas    |
| A bőr amelyben élek                          | Robert Ledgard        | Antonio Banderas    |
| A másik férfi                                | Ralph                 | Antonio Banderas    |
| Férfit látok álmaiban                        | Greg                  | Antonio Banderas    |
| Igaz történet                                | Christian Longo       | James Franco        |
| Agydopping naplók                            | Stephen Elliot        | James Franco        |
| A majom                                      | Harry Walker          | James Franco        |
| Annapolis - Ahol a hősök születnek           | Jake Huard            | James Franco        |
| Camille - Egy halhatatlan szerelem története | Silas Parker          | James Franco        |
| Ali G - Indahouse                            | Ali G                 | Sasha Baron Cohen   |
| Hoki - koki                                  | Doug Glatt            | Seann William Scott |
| Ütős csapat                                  | Gary Houseman         | Seann William Scott |
| Becstelen brigantyk                          | Aldo Raine hadnagy    | Brad Pitt           |
| 12 év rabszolgaság                           | Samuel Bass           | Brad Pitt           |
| Cannibal Inferno                             | Kevin Hall            | Michael Sopkiw      |
| Dolan és a Cadillac                          | Jimmy Dolan           | Christian Slater    |
| Dr Parnassus és a képzelet birodalma         | Tony                  | Heath Ledger        |
| Az elsüllyedt város kincse (film)            | Jack Kubiak           | Ian Somerhalder     |
| Árnyékból a fényre                           | Rick                  | Vin Diesel          |
| Harag                                        | Pete Binkowski        | Jim Parrack         |
| Csúcsformában 3.                             | Kenji                 | Hiroyuki Sanada     |
| A folyó                                      | Tom Garvey            | Mel Gibson          |
| Jó tanácsok bankrablóknak                    | Degepse               | Terry Crews         |
| Bedrótozva                                   | Luke Gibson           | Cuba Gooding Jr.    |
| Pokoli édenkert                              | Nick                  | Timothy Olyphant    |
| A dögös és a dög                             | Johann Wulrich        | Johann Urb          |
| Non - Stop                                   | Jack Hammond          | Anson Mount         |
| Transzcendens                                | Anderson              | Cillian Murphy      |
| Veszélyzóna                                  | Berringer             | Andreas Apergi      |
| Jane Austen magánélete                       | Tom Lefroy            | James McAvoy        |
| Érzelmek tengerében                          | Clayton Boone         | Bredan Fraser       |
| Mozdulatlan túsz                             | Joe                   | Wesley Snipes       |
| A kiütés                                     | B.J.                  | Jon Bernthal        |